# Hygrophila erecta
Hygrophila erecta là một loài thực vật có hoa trong họ Ô rô. Loài này được (Burm.f.) Hochr. mô tả khoa học đầu tiên năm 1934.